# Safar Schachmuratow
Safar Rustamowitch Schachmuratow (kirgisisch Зафар Рустамович Шахмуратов; * 31. Oktober 1995) ist ein kirgisischer Biathlet.
Zafar Schachmuratow nahm an den Winterasienspielen 2011 in Almaty teil. Als jüngster Teilnehmer im Sprintrennen belegte er den elften von 14 Plätzen und ließ dabei die beiden teilnehmenden Taiwaner und seinen Landsmann Asamat Bodschokojew hinter sich. Mit vier Schießfehlern bewegte er sich dabei im Schnitt des Wettbewerbes. Beim Verfolgungsrennen erreichte er das Ziel nicht, da er während des Rennens von einem schnelleren Läufer überrundet wurde. Mit acht Fehlern nach drei Schießeinlagen zeigte er nun eine weniger gute Leistung. Im Einzelrennen erreichte er den elften und letzten Platz. Mit 12 Fehlern beim Schießen war diese Teilleistung erneut nicht gut.